# Afrogarypus seychellesensis
Afrogarypus seychellesensis е вид паякообразно от семейство Geogarypidae. Видът е критично застрашен от изчезване.

## Разпространение
Разпространен е в Сейшели.